# 栖吉城
栖吉城（すよしじょう）は、新潟県長岡市栖吉町にあった日本の城。
築城年ははっきりしないが、永正年間（1504年 - 1521年）に古志長尾家の長尾孝景が築城し、蔵王堂城から古志長尾家の本拠を移したとされる。
御館の乱では景勝の中心的な上田長尾家（通称、上田衆）との対抗上上杉景虎に与したが、居多浜の合戦に於いて城主上杉景信（通称、古志十郎）が討死。城も落城して古志長尾家の本流は滅亡した。
乱後は上杉謙信在命中に古志長尾家を継承（長尾姓の名乗りは辞退）していた河田長親が古志長尾家の遺臣たちを栖吉衆として再編。その長親が越中松倉城で急死すると最前線は無理との判断で嫡男の岩鶴丸が栖吉城に戻される形で城主となるが早世。親戚筋の河田親詮が河田家を継ぐも軍役を縮小されて栖吉衆の一武将に格下げとなった為に名実共に古志長尾家は滅亡となった。
上杉家の会津転封により廃城となったが、河田家の没落以後は景勝直参となった栖吉衆が番将として治めた。
また、上杉謙信の母である虎御前（青岩院）はこの城の城主であった長尾房景（長尾顕吉との説も有り）の娘である。このため謙信はこの城で誕生したと伝説されている。